# Тема (Византија)
Тема (грчки: ) је назив за административну јединицу Византијског царства. Тематски систем успоставио је цар Ираклије (610-641) након словенског насељавања на Балканско полуострво и муслиманске инвазије на Сирију и Египат. Стварањем тема напуштено је начело поделе цивилне и војне власти успостављено у Римском царству крајем 3. века.

## Позадина
Тема је у почетку била област у коју су се насељавали војници (стратиоти) или нека војна јединица премештена из друге области. Касније ће реч „тема“ заменити реч „провинција“. Стварање тема представља настанак реформи царева Јустинијана и Маврикија. Јустинијан је привремено спајао цивилну и војну власт у одређеним провинцијама напуштајући тако начело поделе власти које су установили цареви Диоклецијан и Константин. Маврикије је стварао егзархате у северној Африци и Италији покушавајући да обједини византијску власт у тим областима под контролом царевог егзарха. Стварање Картагинског и Равенског егзархата биле су мере које су касније отвориле пут настанку тема.

## Тематски систем
Као и егзархати у Равени и Картагини, и малоазијске теме представљају управне јединице војног карактера. На њиховом челу стајали су војни команданти - стратези. Стара провинцијска подела није нестала одједном већ се дуго одржавала у оквиру тема. Поред тематског стратега првобитно је стајао као глава цивилне управе тематски проконзул.
Прве теме настале су у Малој Азији средином 7. века тј. у доба владавина царева Ираклија (610-641) и Констанса II (641-668). Ови цареви преместили су трупе из области које су заузели Арабљани (Јерменија, дијецеза Исток и Египта) и населили их у Малој Азији. Европске трупе пребацили су преко мореуза како би браниле источне границе царства. Прве теме биле су: Анатолика (некадашња војска Истока), Арменијака (некадашња војска Јерменије), Опсикија (под контролом три војна заповедника) и Тракисион (војска Тракије; настала недуго након 680. године након заштите Цариграда од напада Бугара и Словена). Први резултат новог уређења јесте преокрет у Византијско-персијском рату. Изванредни успеси смењују тешке поразе претходног доба. Око 695. године настала је тема Хелада која је обухватала источну обалу Балканског полуострва и острва у Егејском мору. Постојање теме Македоније као самосталне административне јединице посведочено је тек у време владавине царице Ирине (797-802). Ради ефикасније одбране од арабљанске флоте, подстакнут првом арапском опсадом Цариграда, цар Константин V (668-685) оснива тему Карависијанаца (од грчке речи за брод). У 8. веку настала је прва поморска тема: Кивиреота (по граду Кивиру на југу Мале Азије). Ратови Византије и Бугарске током 9. и 10. века довели су до нестанка Склавинија и њиховом прикључивању једној од та два царства (Византијском или Првом бугарском). На тај начин, у доба владавине Василија I (867-886) настаје тема Далмација. Након уништења Самуилове државе почетком 11. века, Василије II оснива катепанат Бугарску, административну јединицу сличну теми, као и теме Паристрион и Смирниј.
До средине 8. века провинције и теме постоје паралелно. Теме постепено преузимају цивилну власт. Прве теме добијале су називе по војним јединицама које су насељене на њиховој територији. Прве европске теме понеле су традиционална имена (Тракија, Македонија, Хелада) док су касније теме називе добијале искључиво по својим престоницама (Никопољ, Солун, Севастеја и сл). У одређеним случајевима теме су добијале имена по рекама (Стримон, Месопотамија) или по народима (Лангобардија, Иверија, Бугарска).
Након освајања Василија Бугароубице, Византијско царство налазило се на врхунцу моћи. Пошто није сачуван ниједан опис административног уређења из његовог времена, те се историчари морају ослонити на сачуване изворе из ранијег периода. То су пре свега четири „тактикона“ (реда седења) и дела византијских и арабљанских историчара од којих су најважнија дела цара Константина VII Порфирогенита. Порфирогенитова дела су: „Спис о народима“ (De administratio imperio), „О церемонијама“ (De cerimoniis) и „О темама“ (De thematibus). У овом последњем делу наводе се имена и кратка историја 17 источних и 12 азијских тема. Теме које Порфирогенит наводи су:
- Теме Истока: Анатолика, Арменијака, Тракисион, Опсикион, Оптимата, Вукеларнос, Пафлагонија, Халдија, Месопотамија, Колонеја, Севастеја, Ликаидос, Селевкија, Кивиреота, Кипар, Самос, Егеј
- Теме Запада: Тракија, Македонија, Стримон, Солун, Хелада, Пелопонез, Кефалонија, Никопољ, Драч, Сицилија, Лангобардија, Херсон.[4]

Тенденција смањивања тема (почевши од 10. века) доводи до спајања појединих тема у више војне јединице под заповедништвом дукса или катепана. То су тзв. дукати или катепанати.

## Мале теме
Почетком 10. века настаје промена у тематском уређењу у време Македонске династије и долази до оснивања мањих тема. У време владавина Василија I и Лава VI Византија има офанзивну политику. Од доба владавине Лава VI (886-912) у пограничним крајевима Византије на Истоку почињу да се формирају тзв. мале теме. Називају се још и стратигиди или стратигатон. У изворима се ове теме називају и јерменским темама насупрот обичним, ромејским темама. Мале теме носе назив „јерменске“ јер су настале у рату са Арабљанима на територији Јерменије. Арабљани упадају на јерменску територију и изазивају миграцију Јермена који се селе на византијску територију. Јермени су били добри ратници те их Византија прима у тврђаве и распоређује дуж граница. Ако је добар положај града-државе, он добија статус теме и свог стратега. Мале теме имају искључиво одбрамбену функцију. Њихов број увећава се од епохе Константина Пофирогенита (913-959), а кулминирао је током владавина Нићифора II Фоке и Јована I Цимискија (963-976). Тада је окончана војна експанзија Византије на истоку. Мале теме располажу знатно мањим бројем војника него обичне теме. Њихови војницу су, ретко, учествовали и у офанзивним кампањама. Од 11. века мале теме се шире и на Балкану.

## Тематски стратег
Тематски стратег налазио се на челу византијске теме. Власт тематских стратега, међутим, није стриктно била повезана са територијом његове теме већ се стратег по потреби могао укључити у војни поход кога је Царство водило на другој територији. Теофанова Хроника, основни извор за период пре доношења Тактикона Успенског и јачања функције доместика схоле, тематски стратези уживали су висок степен самосталности. У њиховим рукама сконцентрисана је цивилна и војна власт, мада је војним овлашћењима придаван већи значај. Малоазијски стратези су играли одлучујућу улогу у грађанском рату Константина V и Артавазда. По природи ствари, приликом војних похода у коме учествује више стратега, стратег теме на чијој територији се води рат има предност у односу на остале стратеге. Међутим, стратези источних тема имали су предност у односу на стратеге западних тема. То видимо из примера рата Византије и бугарског кана Крума. Према Теофану су у рату учествовали стратези Македоније и Анатолике. Предност је имао стратег Анатолике као стратег вишег ранга.

## Византијске теме

### Теме између 660. и 930. године
"Првобитне" велике теме које су постојале у периоду од 660. године до почетка великих освајања 930-тих година.
| Тема                                      | Оснивана од               | Оснивач                                                                     | Касније поделе                                                            | Престоница                       | Територија                                                          | Остали градови |
| ----------------------------------------- | ------------------------- | --------------------------------------------------------------------------- | ------------------------------------------------------------------------- | -------------------------------- | ------------------------------------------------------------------- | --- |
| Егејско море† (Θέμα του Αιγαίου Πελάγους) | од 842/843                | Кивиреота                                                                   |                                                                           | могуће Митилена или Метимна      | Лезбос, Лемнос, Хиос, Имброс, Тенедос, Хелеспонт, Споради и Киклади | Метимна, Митилена, Хиос, Александрија Троада, Абидос, Лампсак, Кизик, Сест, Калиполис                                               |
| Анатолика (Θέμα των Ανατολικών)           | од 669/670                | једна од првобитних тема                                                    | Кападокија§ (830)                                                         | Аморијум                         | Фригија, Писидија, Изаурија                                         | Иконија, Полиботос, Филомелион, Акроинон, Синада у Фригији, Созопољ, Тебаса, Антиохија, Дербе, Ларанда, Изаура, Песинус             |
| Арменијака (Θέμα των Αρμενιακών)          | од 667/668                | новооснована                                                                | Халдија (од 842), Харсианон § (863), Колонеја (863), Пафлагонија (од 826) | Амасја                           | Понт, Мала Јерменија, северна Кападокија                            | Синопа, Амис, Еухаита, Комана Понтика                                                                                               |
| Букеларија (Θέμα των Βουκελλαρίων)        | од 767/768                | Опсикија                                                                    | Пафлагонија (део), Кападокија (део), Харсианон (део)                      | Анкира                           | Галатија, Пафлагонија                                               | Тиос, Хераклеја Понтијска, Клаудиополис, Кратеја, Јулиополис, Лаганија, Гордион                                                     |
| Кападокија§ (Θέμα Καππαδοκίας)            | од 830                    | Арменијака, део Букеларије                                                  |                                                                           | Тврђава Корон, касније Тијана    | југозападна Кападокија                                              | Подандус, Ниса, Фаустинополис, Тијана (тврђава), Назианзис, Хераклеја Кибистра                                                      |
| Кефалонија† (Θέμα Κεφαλληνίας)            | од 809                    |                                                                             | Лангобардија (од 910), ?Никопољ (од 899)                                  | Кефалонија                       | Јонска острва, Апулија                                              | Крф, Закинтос, Лефкада |
| Халдија (Θέμα Χαλδίας)                    | око 840                   | Арменијака                                                                  | Војводство Халдија                                                        | Трапезунт                        | обала Понта                                                         | Ризус, Гирасун, Полемонион, Паиперта                                                                                                |
| Харсианон§ (Θέμα Χαρσιανού)               | 863–873                   | Арменијака, део Букеларије                                                  |                                                                           | Цезареја                         | северозападна Кападокија                                            | Харсианон |
| Херсон/Климата (Θέμα Χερσώνος/τα Κλίματα) | 833                       | основана у време цара Теофила на територији коју су у 8. веку држали Хазари |                                                                           | Херсон                           | Јужни Крим                                                          | Судак, Теодосија, Босфор, Галита |
| Кивиреота† (Θέμα των Κυβυρραιωτών)        | од 697/698 или око 720    | формирана од флоте Карависијанаца                                           | Егејско море, Самос, Селеукија                                            | Самос, касније Аталеја           | Памфлија, Лукија, Додеканез, егејска острва, јонска обала           | Родос, Мира, Кивира, Лимира, Фаселис, Сид, Селинус, Анемуриум, Сагалес, Телмис, Патара, Халикарнас, Јасус, Миласа, Селге, Книд, Кос |
| Крит† (Θέμα Κρήτης)                       | од 767 (?), опет од 961   | Емират Крит од око 828. до 961.                                             |                                                                           | Кандакс                          | Крит                                                                | Ретимон, Гортис |
| Далмација (Θέμα Δαλματίας)                | око 899                   | новооснована                                                                |                                                                           | Задар                            |                                                                     | Рагуза, Сплит, Пула, Трогир, Скрадин                                                                                                |
| Драч (Θέμα Δυρραχίου)                     | од 842                    | новооснована                                                                |                                                                           | Драч                             | Албанска обала                                                      | Валона, Аполонија, Лис |
| Хелада (Θέμα της Ελλάδος/Ελλαδικών)       | око 690                   | Карависијанци                                                               | Кефалонија (од 809), Пелопонез (од 811)                                   | Коринт, касније Теба (после 809) | Пелопонез и Атика, после 809. године Централна Грчка и Тесалија     | (после 809) Атина, Лариса, Фарсала, Ламија, Термопили, Платеја, Халкида, Деметрија                                                  |
| Колонеја§ (Θέμα Κολωνείας)                | од 863, вероватно око 842 | Арменијака                                                                  | Војводство Халдија                                                        | Колонеја                         | северна Мала Азија                                                  | Сатала, Никопољ, Неоцезареја |
| Лангобардија (Θέμα Λογγοβαρδίας)          | од 892                    | Кефалонија                                                                  |                                                                           | Бари                             | Апулија                                                             | Тарент, Бриндизи, Отранто, Калиполис                                                                                                |
| Ликанд (Θέμα Λυκάνδου)                    | од 916                    | новооснована                                                                |                                                                           | тврђава Ликанд                   | југоисточна Кападокија                                              | Арабис, Косис, Комана |
| Македонија (Θέμα Μακεδονίας)              | од 802                    | Тракија                                                                     | Стримон                                                                   | Хадријанопољ                     | западна Тракија                                                     | Дидимотика, Месинополис, Енез, Маронија                                                                                             |
| Месопотамија (Θέμα Μεσοποταμίας)          | од 899-911                | новооснована                                                                |                                                                           | Камаша                           | Еуфрат                                                              | |
| Никопољ (Θέμα Νικοπόλεως)                 | од 899                    | вероватно израстао из турме Пелопонез                                       |                                                                           | Наупакт                          | Епир, Етолија, Акарнанија                                           | Јањина, Рогои, Никопољ, Химара |
| Опсикија (Θέμα των Οψικίων)               | од 680                    | новооснована                                                                | Букеларија (од 768), Оптимата (од 775)                                    | Никеја                           |                                                                     | Бурса, Киос, Малагина, Дорилејон, Наколеја, Крас, Мидас                                                                             |
| Оптимата (Θέμα των Οπτιμάτων)             | од 775                    | Опсикија                                                                    |                                                                           | Никомедија                       | Битинија Цариград                                                   | Халкедон, Хризопољ |
| Пафлагонија (Θέμα Παφλαγονίας)            | од 826, око 820           | Арменијака, Букеларија (део)                                                |                                                                           | Гангра                           |                                                                     | Амастрис, Јонополис, Кастамону, Помпејополис                                                                                        |
| Пелопонез (Θέμα Πελοποννήσου)             | од 811                    | Хелада (део)                                                                | ?Никопољ (од 899)                                                         | Коринт                           | Пелопонез                                                           | Патра, Аргос, Спарта, Коринт, Хелос, Метони, Елида, Монемвасија                                                                     |
| Фасијана (Θέμα Φασιανής/Δερζένης)         | од 935                    | новооснована                                                                | Месопотамија                                                              | Арсамосата                       |                                                                     | |
| Самос† (Θέμα Σάμου)                       | од 899                    | Кивиреота                                                                   |                                                                           | Смирна                           | југозападна Јонска острва, Јонска обала                             | Самос, Ефес, Милет, Магнезија, Клазомен, Фокеја, Пергам                                                                             |
| Севастеја§ (Θέμα Σεβαστείας)              | од 911                    | Арменијака                                                                  |                                                                           | Севастеја                        |                                                                     | Дазимон |
| Селеукија§ (Θέμα Σελευκείας)              | од 934                    | Кивиреота                                                                   |                                                                           | Селеукија                        |                                                                     | Клаудиополис |
| Сицилија (Θέμα Σικελίας)                  | од 700                    |                                                                             | Калабрија                                                                 | Сиракуза                         | Сицилија и Калабрија                                                | Катанија, Таормина, Палермо, Агригент, Леонтини, Химера, Мазара, Лилибеј, Дрепанон                                                  |
| Стримон§ (Θέμα Στρυμώνος)                 | од 899, око 840-тих       | Македонија                                                                  |                                                                           | Кавала                           | данашња Грчка и источна Македонија                                  | Сер |
| Солун (Θέμα Θεσσαλονίκης)                 | од 824                    |                                                                             |                                                                           | Солун                            | данашња Грчка                                                       | Верија, Едеса, Диум, Моглена, Касторија, Србица                                                                                     |
| Тракија (Θέμα Θράκης/Θρακώον)             | од 680                    | ?Опсикија                                                                   | Македонија                                                                | Аркадиополис                     | Источна Тракија без Цариграда                                       | Селимбрија, Биза, Перинт |
| Тема Тракесијанаца (Θέμα Θρακησίων)       | од 687                    | новооснована                                                                |                                                                           | Колосе                           |                                                                     | Хијераполис, Сард, Тиатира, Лаодикеја                                                                                               |

### Нове теме (930-тих-1060—их)
Теме формиране након византијских освајања на истоку, Балкану и у Италији.
| Тема                                                  | Оснивање                | Престоница        | Коментар                                                                          |
| ----------------------------------------------------- | ----------------------- | ----------------- | --------------------------------------------------------------------------------- |
| Арце (Ἄρτζε)                                          | 970s                    | Арце              |                                                                                   |
| Асмосатон (Ἀσμόσατον)                                 | око 938                 | Асмосатон         | Мала тема, освојена од Турака 1050—их                                             |
| Болерон (Θέμα Βολερού/Νέου Στρυμώνος)                 | 970-тих                 | Сер               |                                                                                   |
| Бугарска (Θέμα Βουλγαρίας)                            | 1018                    | Скопље            | основао ју је Василије II након гушења устанка комитопула                         |
| Калабрија (Θέμα Καλαβρίας)                            | око 950                 | Ређо ди Калабрија | након муслиманског освајања Сицилије, истоимена тема обухватала је само Калабрију |
| Харпезикион (Χαρπεζίκιον)                             | 949                     | Харпезикион       | мала тема                                                                         |
| Хавзизин (Χαυζίζιον)                                  | после 940               | Хавзизин          | мала тема                                                                         |
| Хозан (Χόζανον)                                       | пре 956, могуће 948/952 | Хозазон           | "Јерменска тема"                                                                  |
| Кипар (Θέμα Κύπρου)                                   | 965                     | Леукосија         | Арабљани држали Кипар од 688. до 965. године                                      |
| Дерзен (Δερζηνῆ)                                      | 948/952                 | Хозанон           | мала тема                                                                         |
| Едеса (Θέμα Εδέσσης)                                  | 1032                    | Едеса             | Освојио је Ђорђе Манијак 1032. године                                             |
| Градови на Еуфрату (Παρευφρατίδαι Πόλεις)             | око 1032                |                   | мала тема                                                                         |
| Хексаполис (Ἑξακωμία/Ἑξάπολις)                        | 970-тих                 |                   | мала тема                                                                         |
| Иберија (θέμα 'Ιβηρίας)                               | око 1001 или око 1023   | Теодосипољ        | Формирана у време Василија Бугароубице од територија Давида од Тао-Кларџетија     |
| Кама (Κάμα)                                           | 970-тих                 |                   | мала тема која се помиње једино у Ескоријалском тактикону                         |
| Луканија (Θέμα Λευκανίας)                             | 968                     | Турси             |                                                                                   |
| Манцикерт (Ματζικέρτ)                                 | 1000                    | Манцикерт         |                                                                                   |
| Мелитена (Μελιτηνή)                                   | 970-тих                 | Мелитена          | освојио ју је Јован Куркуас 934. године                                           |
| Паристрион/Парадунавон (Θέμα Παριστρίου/Παραδούναβον) | 1020                    | Силистрија        |                                                                                   |
| Самосата (Σαμόσατα)                                   | 958                     | Самосата          | постала седиште стратега након освајања 958. године                               |
| Сирмијум (Θέμα Σιρμίου)                               | 1018                    | Сирмијум          | основана 1018. године од северозападних делова Самуилове државе                   |
| Тарант (Τάραντας)                                     | 970-тих                 | Тарант            | мала тема која се помиње једино у Ескоријалском тактикону                         |
| Тарон (Ταρών)                                         | 966/7                   |                   |                                                                                   |
| Тефрик§ (Θέμα Τεφρικής/Λεωντοκώμης)                   | 934/944                 | Тефрик            |                                                                                   |
| Теодосипољ (Θεοδοσιούπολις)                           | 949, опет 1000          | Теодосипољ        |                                                                                   |
| Васпраканија (Βαασπρακανία)                           | 1021/2                  |                   |                                                                                   |

## Касније теме, 12—13. век
| Тема               | Оснивање           | Престоница | Коментар                                                                                   |
| ------------------ | ------------------ | ---------- | ------------------------------------------------------------------------------------------ |
| Меандер            | после 1204         |            | мала тема Никејског царства формирана у јужном делу некадашње теме Тракесијанаца           |
| Милас и Меланудион | 1143               |            | формирана на територијама Кивиреоте и теме Тракесијанаца током постојања Никејског царства |
| Неокастра          | између 1162 и 1173 |            | формирана од северних делова теме Тракесијанаца током владавине цара Манојла I Комнина     |